# Commodore 65

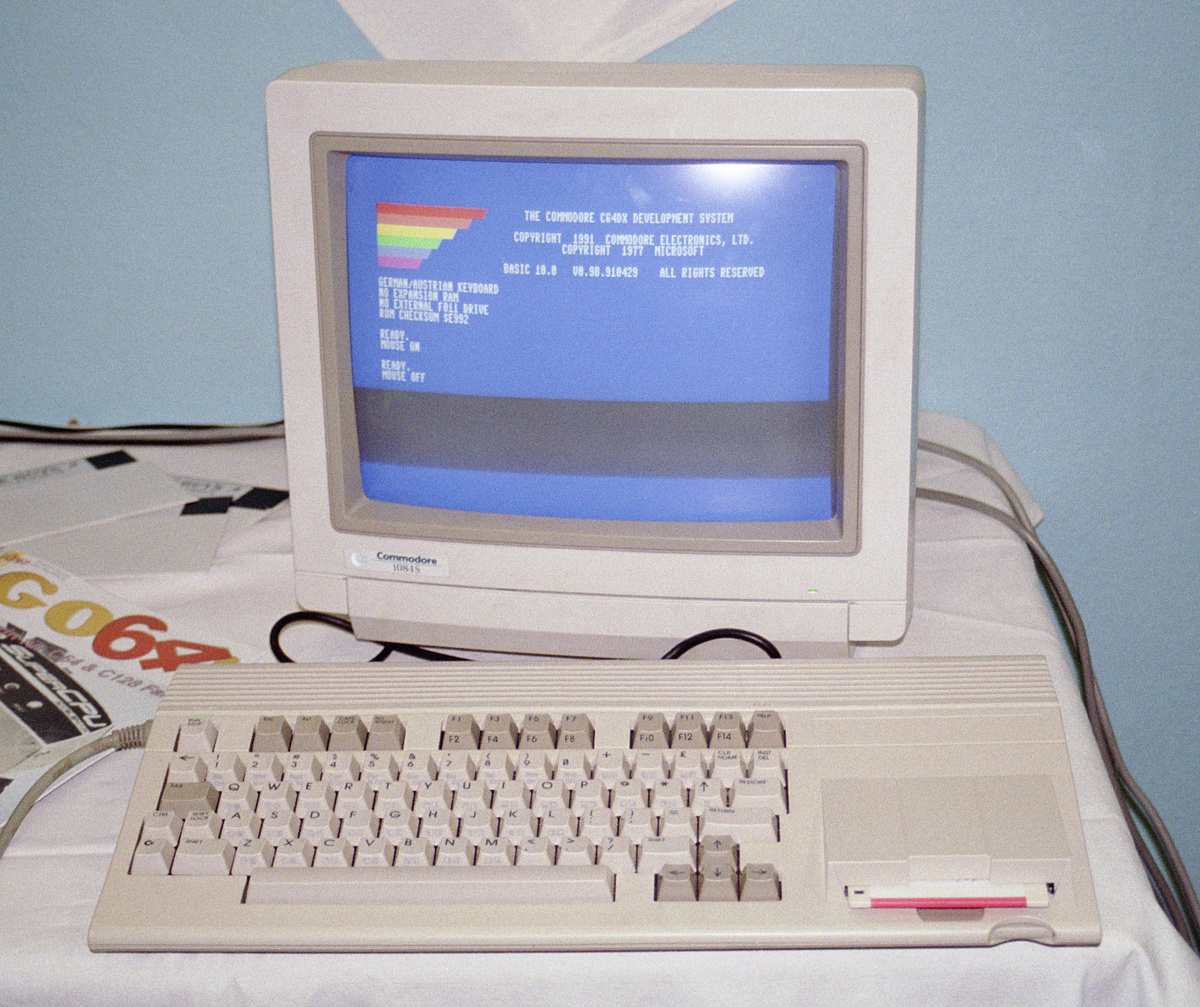
Commodore 65 con su pantalla

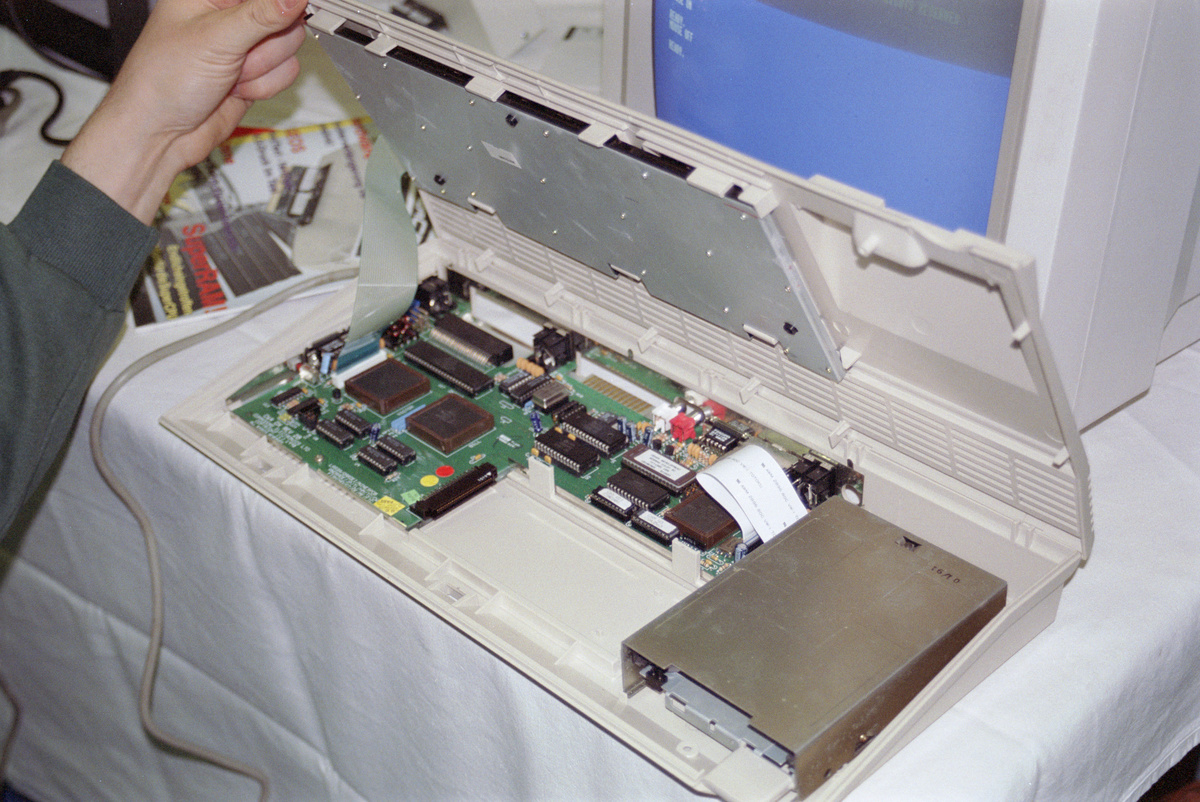
Commodore 65 abierto, revelando su unidad de disco interna

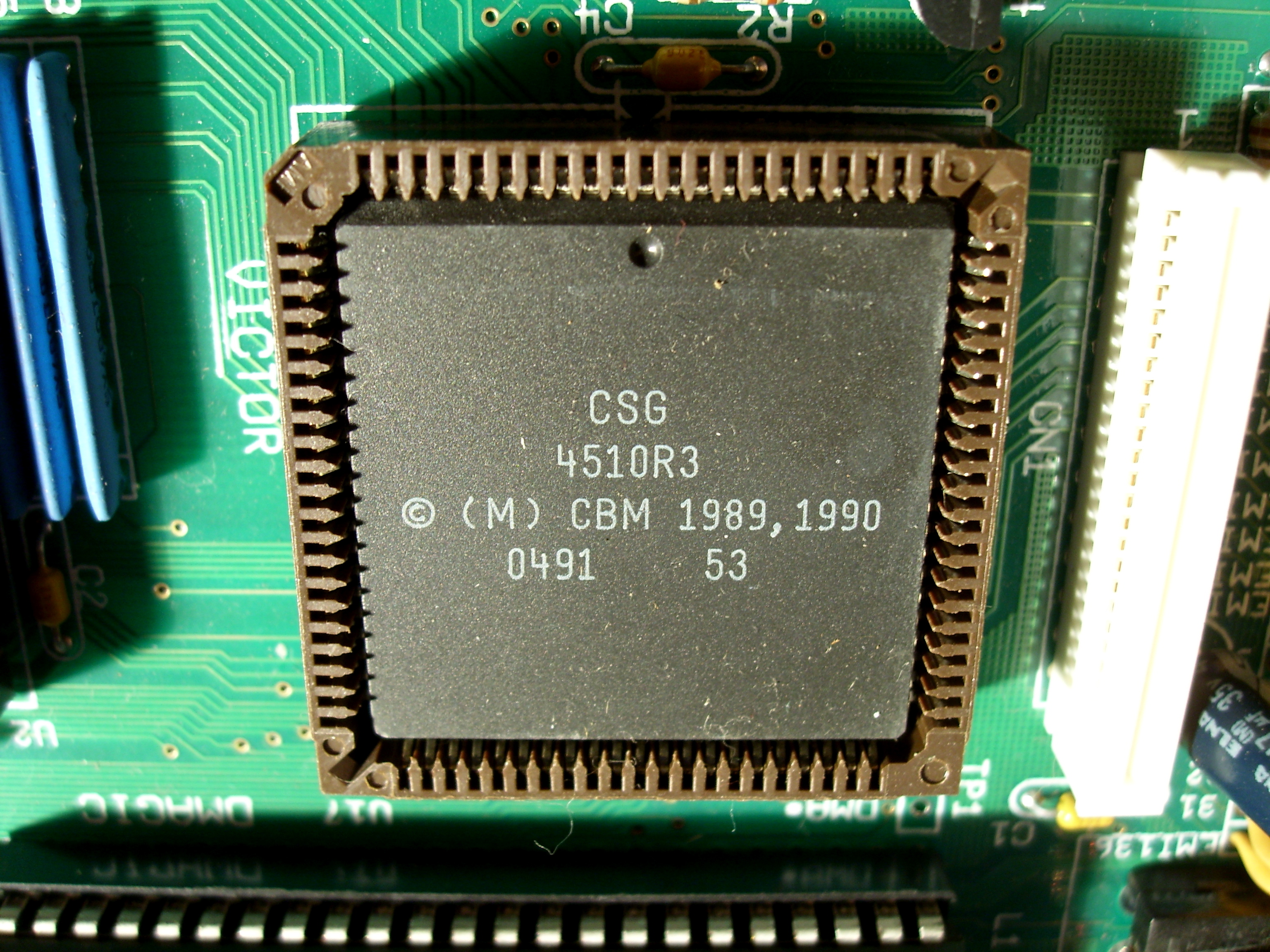
CSG 4510 ("Victor")

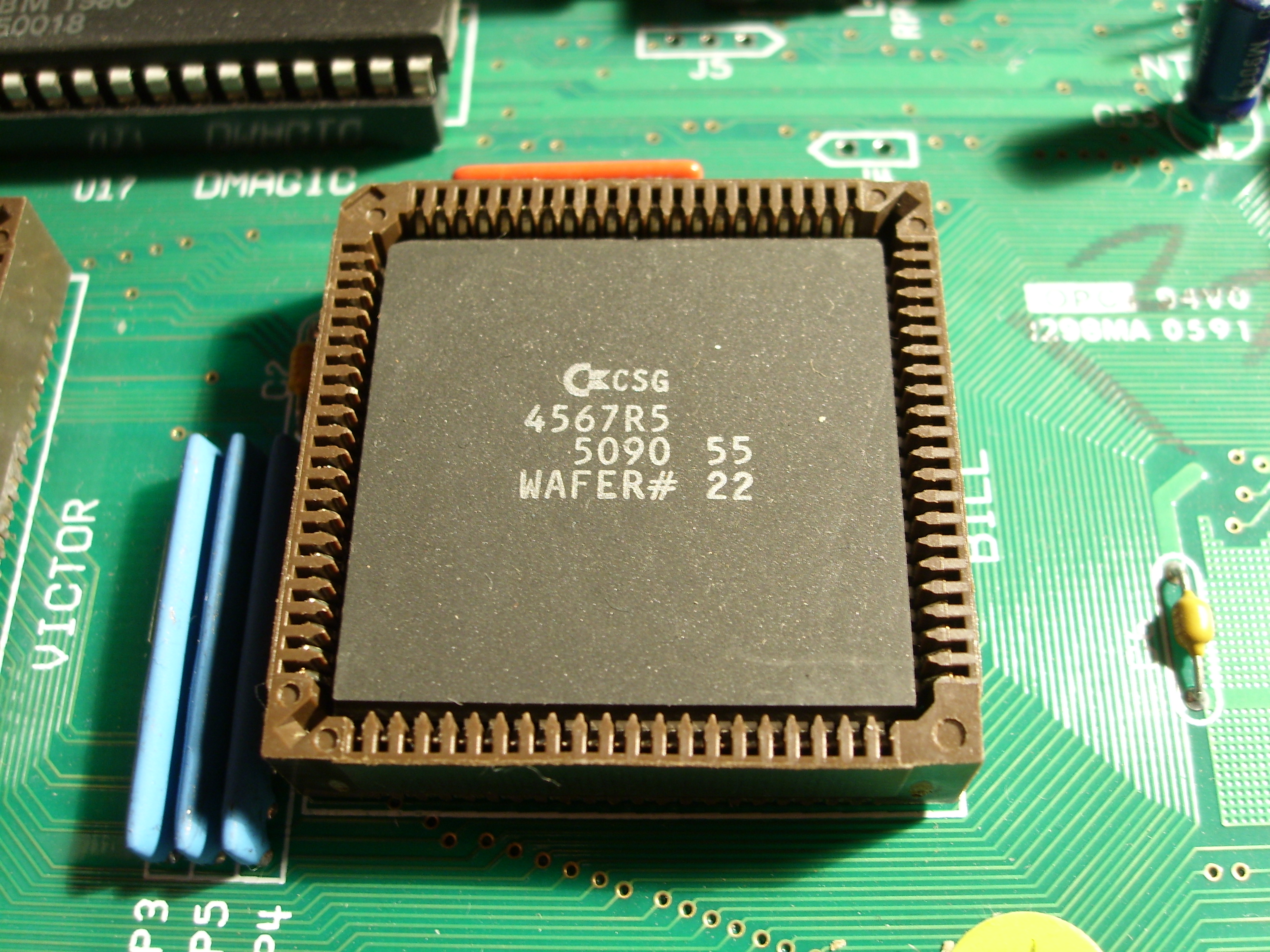
CSG 4567 ("Bill")

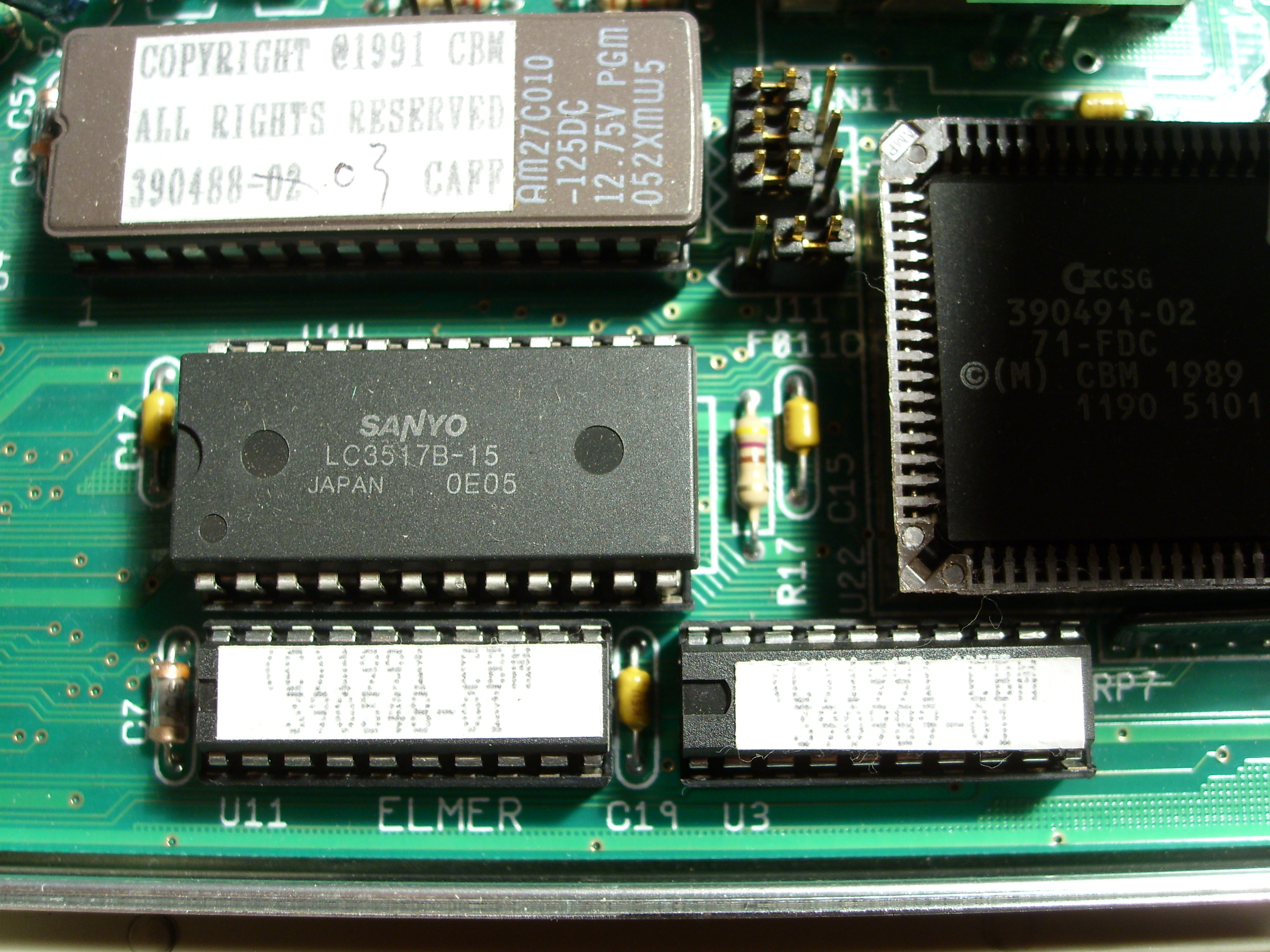
"Elmer" e "Igor" (lógica programable)

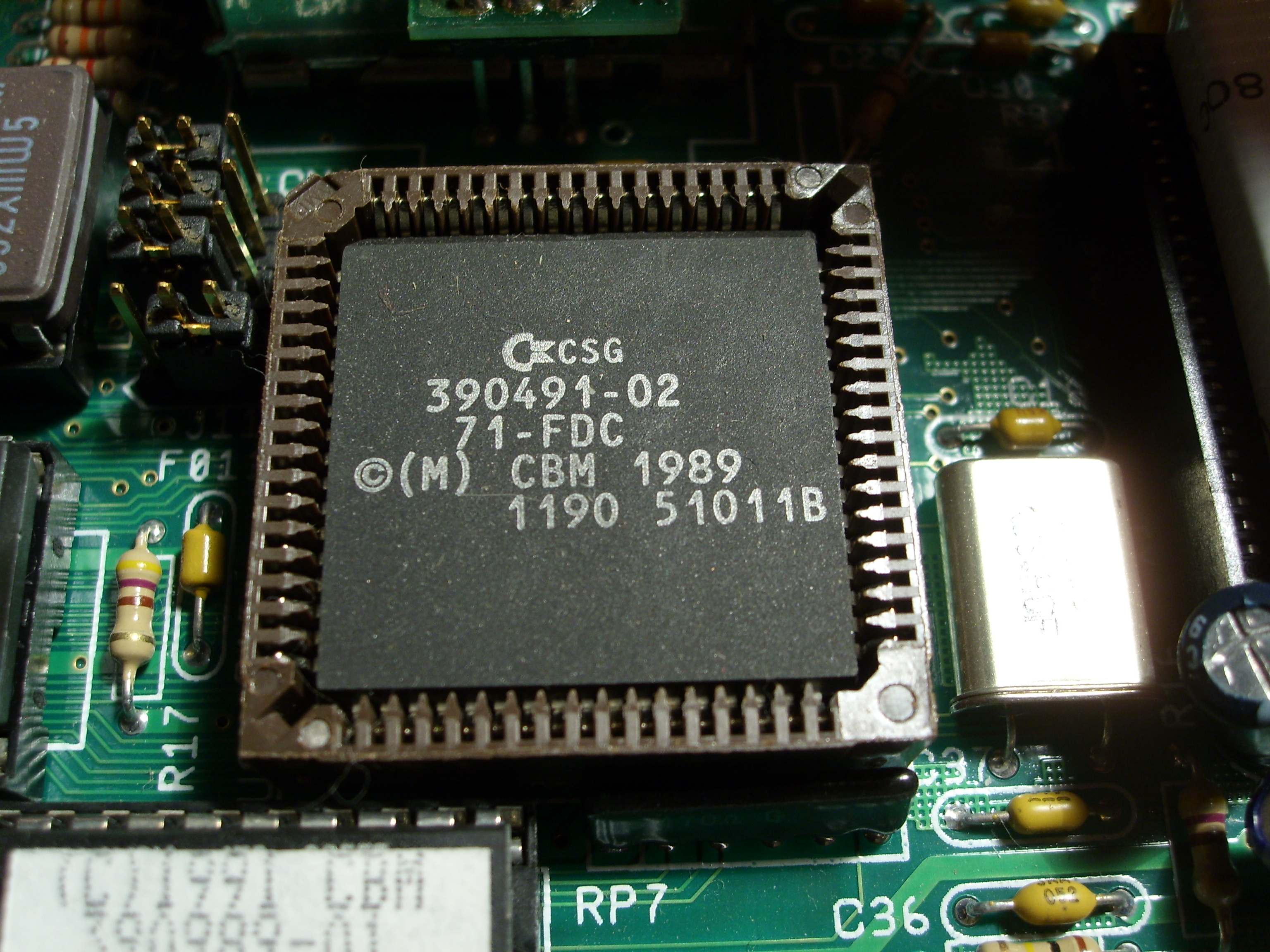
F011B (controlador de disquete)

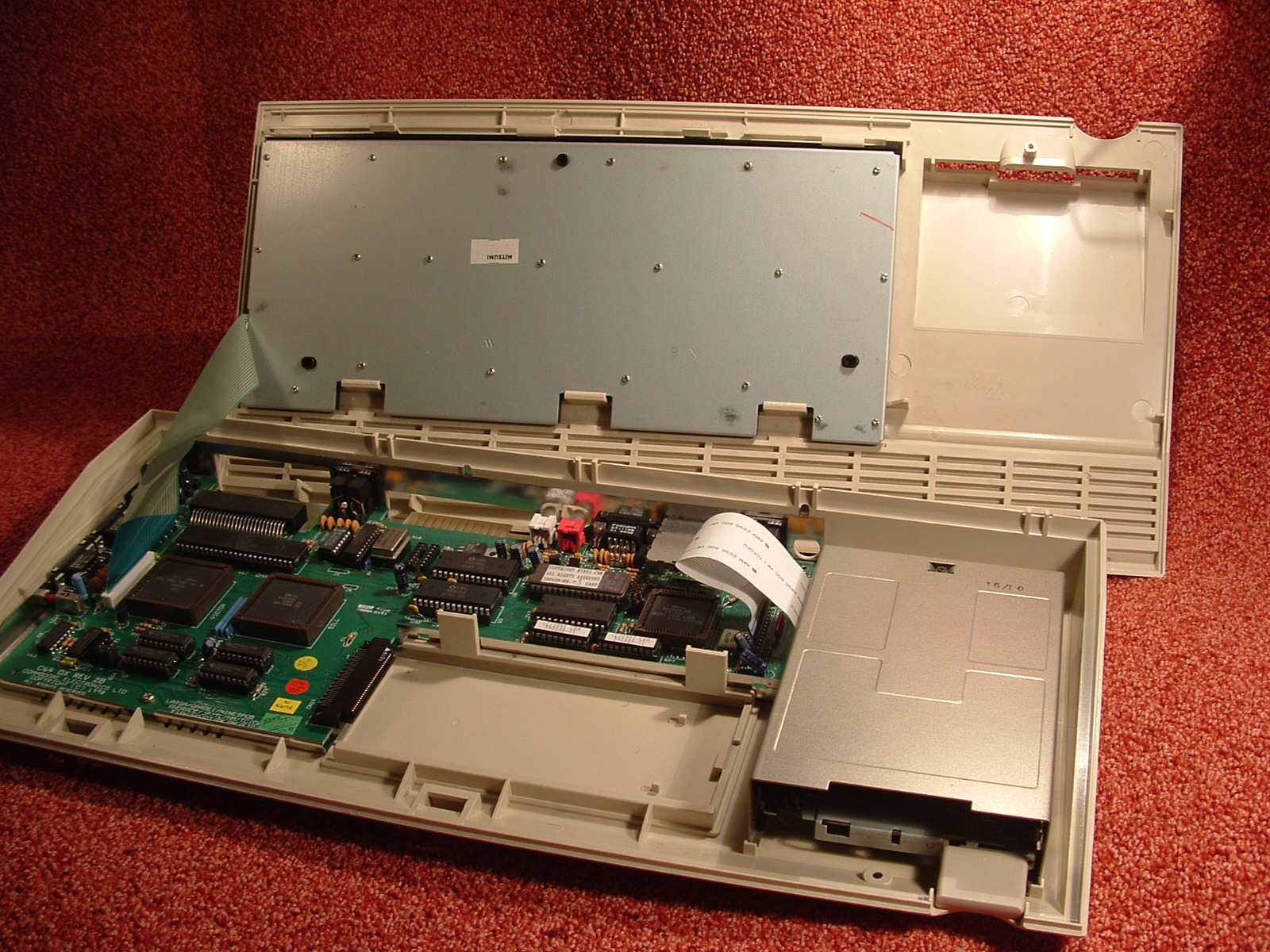
Chasis abierto

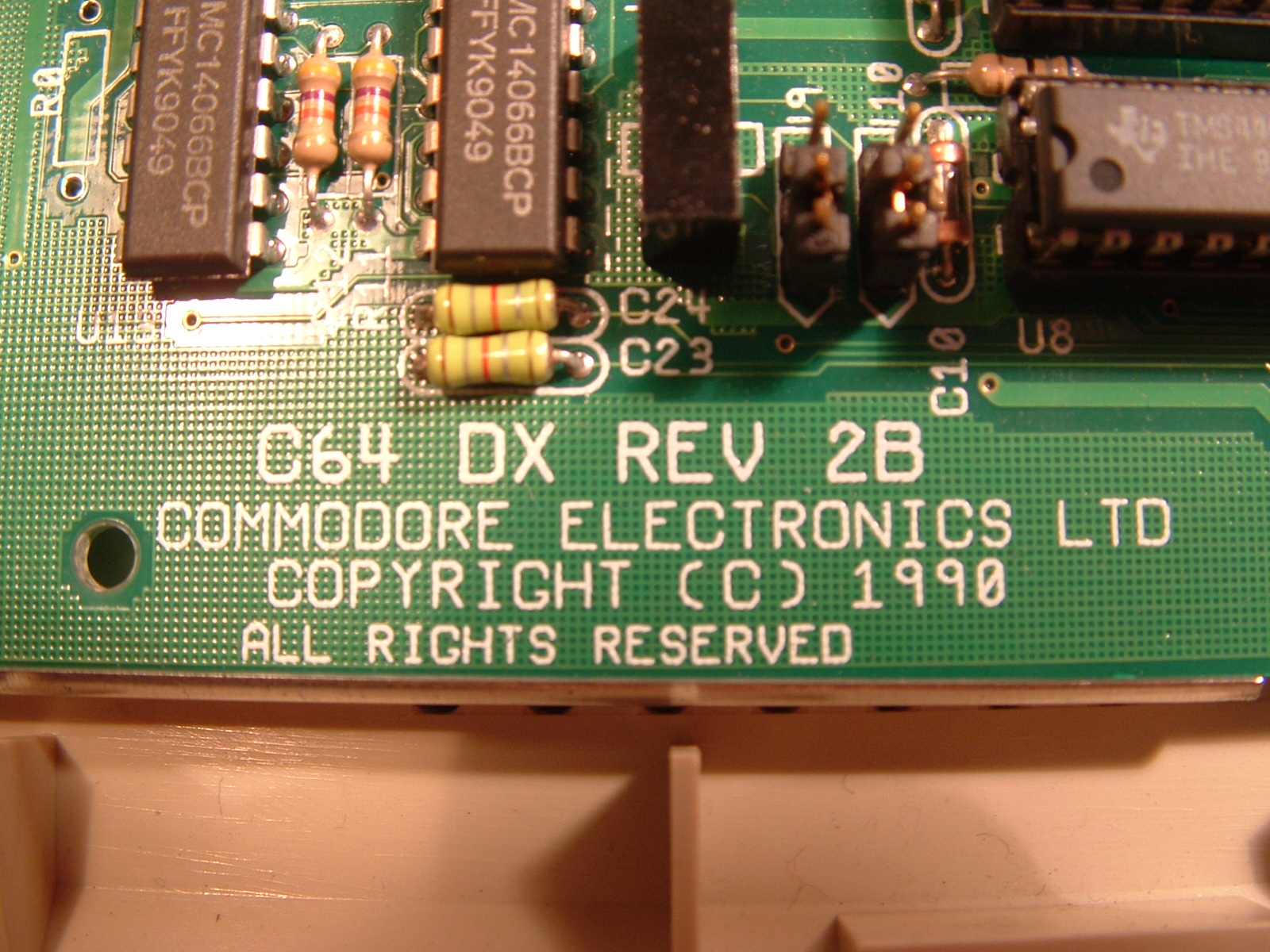
Inscripción de placa base

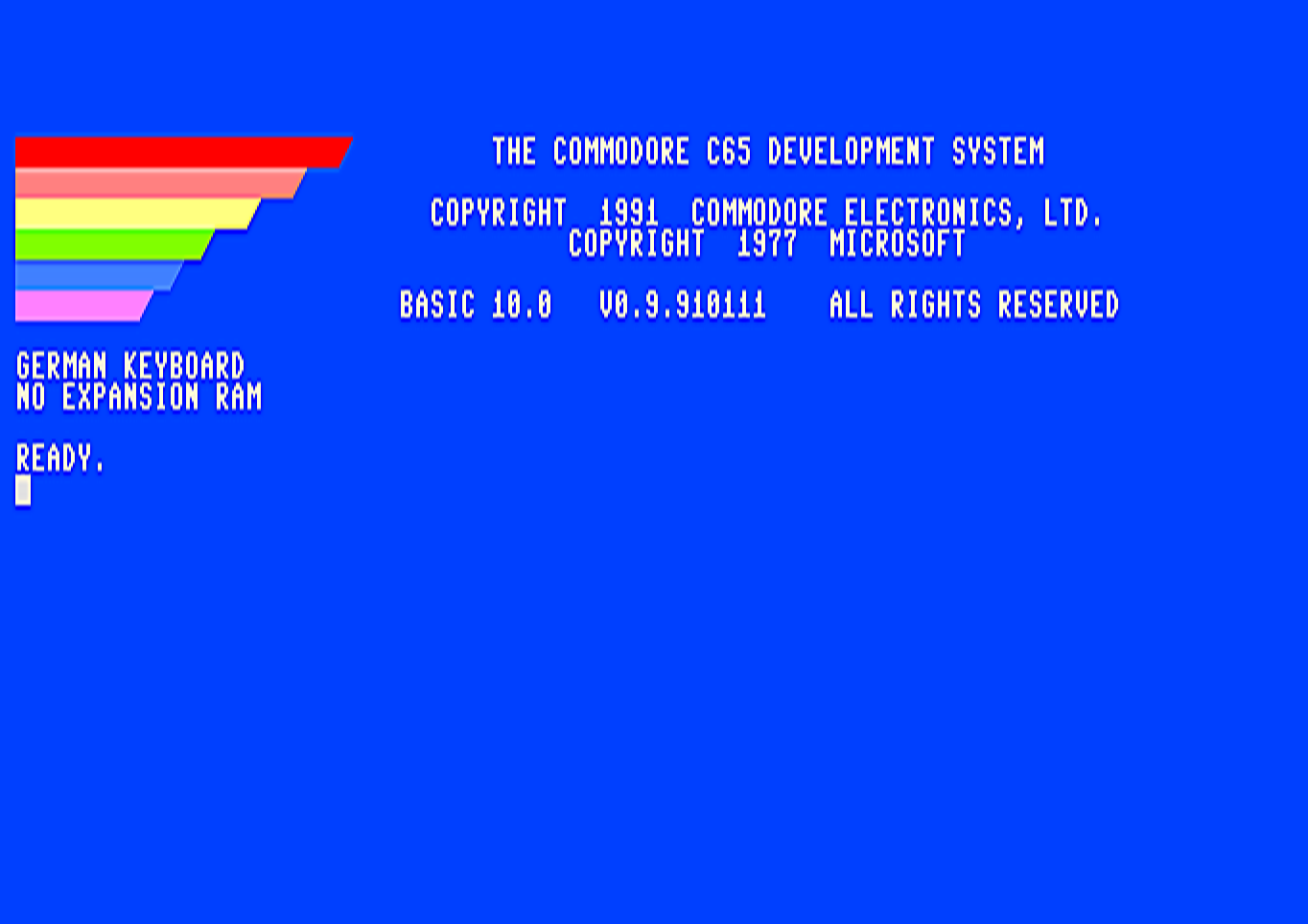
Pantalla de inicio

El Commodore 65 (también conocido como C64DX) es un prototipo de computadora creado en Commodore Business Machines en 1990-1991. Es una versión mejorada del Commodore 64, y estaba destinado a ser compatible con versiones anteriores de la computadora más antigua, a la vez que proporciona una serie de características avanzadas cercanas a las de Amiga. 

## Historia
En septiembre de 1989 Compute!'s Gazette señaló que "las ventas de los 64 han disminuido rápidamente, Nintendo ha hecho grandes agujeros en el mercado, y la vida de la vieja computadora del caballo de guerra debería de alguna manera extenderse". Al notar que Apple había desarrollado el IIGS para extender la vida de su serie Apple II, la revista preguntó "¿Commodore tomará el mismo rumbo?", Y luego continuó: 

El último rumor dice "Sí". Hemos escuchado informes de varias fuentes de una nueva máquina de Commodore: un 64GS, por así decirlo. Según los informes, esta máquina está impulsada por un GE802, una versión del microprocesador 65816 (que es una versión de 16 bits del chip 6502), y funciona a 4 MHz (en comparación, el 64 funciona a 1 MHz; el Amiga, a un poco más de 7 MHz). Viene con 128K de RAM y se puede ampliar a un megabyte. Completamente expandido, admite 256 colores. La resolución máxima es de 640 x 400 píxeles. También hemos escuchado que tiene un modo 64 para que 64 propietarios puedan comprar una máquina mucho más poderosa y aún así usar su biblioteca de software. Según los informes, el 64GS viene con una unidad de disco incorporada de 3 1/2 pulgadas y será compatible con el 1581. Pero, según nuestras fuentes, no es compatible con el 1541 o el 1571 (uh, disculpe, por favor, pase la bolonia). Todo lo que hemos escuchado sobre el sonido en la nueva máquina es que está "mejorado" y cuenta con salida estéreo. El último dato es que el 64GS se venderá en el rango de $ 300- $ 350 cuando se estrene en noviembre.

Gazette agregó: "Nuestras fuentes también informan que hay muchas luchas internas en Commodore en cuanto a si la máquina debe ser liberada. El personal de ventas quiere sacar la máquina por la puerta, mientras que los ingenuos ingenieros la han llamado 'hijo de Plus/4 ' ". Mientras que el siguiente número informó que "el último rumor es que esa máquina nunca verá luz del día", Fred Bowen y otros en Commodore en 1990–1991 desarrollaron el Commodore 65 (C65) como sucesor del C64. A finales de 1990 se tomó la decisión de crear el C65. El proyecto fue cancelado más tarde. 
Cuando Commodore International fue liquidado en 1994, se vendieron una serie de prototipos en el mercado abierto y, por lo tanto, algunas personas poseen un Commodore 65. Las estimaciones sobre el número real de máquinas encontradas en el mercado abierto varían de 50 a 2000 unidades. A medida que se canceló el proyecto C65, la oferta final de 8 bits de CBM siguió siendo el Commodore 128 de 1985, compatible con C64 de 1–2 MHz, 128 kB (expandible). 

## Especificaciones técnicas
- La CPU llamada 4510 R3 es un MOS 65CE02 personalizado[5] (un derivado MOS 6502), combinado con dos adaptadores de interfaz compleja (CIA) MOS 6526, una interfaz serial UART y un mapeador de memoria para permitir un espacio direccionable de 1MB[6]
- Frecuencia de reloj de 3.54 MHz (el C64 funciona a 1 MHz)
- Un nuevo chip gráfico VIC-III llamado CSG 4567 R5, capaz de producir 256 colores a partir de una paleta de 4096 colores; Los modos disponibles incluyen 320×200×256 (8), 640×200×16 (4), 640×400×16 (4), 1280×200×4 (2) y 1280×400×4 
  - Admite todos los modos de video de VIC-II
  - Modo de texto con 40/80 × 25 caracteres
  - Sincronizable con fuente de video externa (genlock)
  - Controlador DMA integrado (bit blit)
- Dos chips de sonido CSG 8580R5 SID que producen sonido estéreo (el C64 tiene un SID) 
  - Control separado (izquierda/derecha) para volumen, filtro y modulación.
- 128 KB de RAM, ampliable con hasta 1 MB utilizando un puerto de expansión de RAM similar al Commodore Amiga 500
- ROM de 128 kB
- BASIC muy mejorado: Commodore BASIC 10.0 (el C64 tiene el BASIC 2.0 relativamente poco funcional, que tenía casi 10 años en este momento.)
- Una unidad de disquete de 3½" de doble densidad
- Teclado con 77 teclas y un bloque de cursor direccional T invertido

### Puertos
Lado izquierdo: 
- Alimentación + 5V DC a 2.2A y +12V DC a 0.85A[6]
- 2 puertos de control DE9M

Posterior: 
- Puerto de expansión de 50 pines[6]
- Bus CBM-488 utilizando un DIN de 6 pines para 1541/1571/1581
- Puerto de usuario: paralelo de 24 pines (sin 9V AC)
- 2 Conectores RCA estéreo[7] para canal izquierdo y derecho
- Video RGBA DE9F[8]
- Video RF
- Video compuesto de 8 pines DIN
- Puerto externo de disquetera rápida - mini-DIN-8

Solapa inferior: 
- Expansión de RAM[6]

Dimensiones: ≈46 cm de ancho, 20 cm de profundidad, 5.1 cm de alto

### Nombres de chipset
Los chips personalizados del C65 no estaban destinados a tener nombres como los chips personalizados en el Amiga. Aunque hay nombres impresos cerca de los zócalos de los chips en varias revisiones de la placa de circuito, no fueron concebidos como nombres para los chips. Según el exingeniero del comodoro Bill Gardei, "La leyenda en el PCB era dejar que otros miembros de la organización supieran [a quién] acudir para obtener asesoramiento sobre los chips. Tuvimos un problema con eso. Pero ese no era el nombre del chip en ese momento. El 4567 siempre se llamó VIC-3. Puedo ver por qué otros fuera de Commodore hicieron la conexión. Pero de nuevo, no, nunca llamamos a estos chips 'Víctor' o 'Bill' ".
Los chips personalizados para el C65 son: 
- CSG 4510: procesador (comúnmente llamado "Victor" después de Victor Andrade)
- CSG 4567: procesador de gráficos VIC-III (comúnmente llamado "Bill" después de Bill Gardei)
- CSG 4151: controlador DMAgic DMA (diseñado por Paul Lassa)
- F011C: FDC (controlador de disquete, también diseñado por Bill Gardei)

El C65 también contiene uno o dos arreglos lógicos programables según la versión: 
- ELMER: PAL16L8 (C65 versiones 1.1, 2A, 2B), PAL20L8 (C65 versiones 3-5)
- IGOR: PAL16L8 (solo C65 versión 2B)

### Subsistema de gráficos
La memoria principal del C65 se comparte entre el subsistema de gráficos y la CPU. El reloj de memoria funciona a casi el doble de la velocidad del C64. Para aumentar aún más el ancho de banda del subsistema de gráficos, la memoria se divide en bancos de 2×8 bits de ancho de 64 Kbytes a los que puede acceder simultáneamente el CSG-4567. Esto proporciona un ancho de banda efectivo de video-DMA de 7.2 MB/s, que es la misma especificación que el chipset Commodore Amiga original de 16 bits (OCS/ECS). La CPU puede usar hasta la mitad del ancho de banda disponible, ya que solo puede acceder a un solo banco de 8 bits a la vez. En los modos de video más exigentes, la CPU se ralentiza debido al mayor ciclo de uso del controlador de video. 

#### Modos mejorados de VIC-II
Además de tener todos los modos de video C64, el CSG-4567 también admite varios atributos de caracteres nuevos como "parpadeo" o "negrita" y puede mostrar cualquiera de los modos de video nuevos o antiguos en formato de 80 columnas o 640 píxeles horizontales, así como el formato anterior de 40 columnas y 320 píxeles. Estos modos mejorados "VIC-II" toman hasta 16 Kbytes de RAM del sistema. Las capacidades de sprite en todos los modos VIC son equivalentes a las del C64. 

##### Modos de bitplane
Se agregó un nuevo modo de video "plano de bits" para permitir la visualización de video de tipo plano real, con hasta ocho planos de bits en el modo de 320 píxeles y hasta cuatro en el modo de 640 píxeles. El CSG-4567 también puede multiplexar en el tiempo los planos de bits para obtener una verdadera imagen de 1280 píxeles de cuatro colores. La resolución vertical se mantiene en 200 líneas como estándar, pero se puede duplicar a 400 con entrelazado. Los modos de plano de bits VIC-III ocupan hasta 64 Kbytes de RAM del sistema en modos no entrelazados o 128 Kbyte RAM en modos entrelazados (400 líneas). Dado que el C65 está equipado con solo 128 KB en su configuración básica, estos modos consumirían toda la RAM y, por lo tanto, solo son útiles en un sistema expandido de RAM. En un sistema básico, probablemente habría tenido más sentido escribir software que use resoluciones menos exigentes con menos planos de bits, en parte porque esto consumiría menos espacio de RAM confinado, pero también porque más planos de bits exigirían un mayor ancho de banda DMA de video y, en consecuencia ralentizar la CPU como resultado. 

#### DAT y Blitter
Los planos de bits en el C65 están organizados de una manera menos directa que, por ejemplo, en el Commodore Amiga, que organiza los planos de bits como filas rectas de píxeles: en el C65, los bytes dentro de los planos de bits están organizados como 25 filas de 40 u 80 pilas de 8 bytes secuenciales, similares a los modos originales de 320 × 200 VIC. Debido a que esto hace que sea más difícil derivar direcciones de bytes y píxeles individuales desde su posición en el marco de coordenadas XY, el C65 proporciona un mecanismo de conversión en hardware llamado Display Address Translator (DAT). 
La ayuda adicional para el programador viene en forma de bit-blitter, que admite 
- Modos Copy (up,down,invert), Fill, Swap, Mix (boolean Minterms) Hold, Modulus (window), Interrupt, y Resume
- Bloquee operaciones de 1 byte a 64 Kbytes

### DOS
A diferencia de las computadoras anteriores de 8 bits de Commodore, el C65 tiene un DOS completo a través del cual se puede controlar la unidad de disquete incorporada de 3.5 ". Los discos utilizados por el C65 tienen una capacidad de almacenamiento de 880kB y el disco es compatible con C1581. Dado que este formato era poco común para los antiguos propietarios de C64, el C65 conserva el puerto serie IEC para unidades de disco externas Commodore. Es posible usar un 1541, 1571, 1581 u otro modelo similar. 
El DOS en sí se basa en la unidad DOS Commodore PET IEEE 8250. Como solo puede manejar dos unidades de disquete, incluida la interna, solo se puede conectar una unidad externa al controlador de disquete interno. Al igual que los sistemas anteriores, se pueden conectar en cadena hasta 4 unidades en el puerto IEC. 

### Interfaces
El C65 incluye los mismos puertos que el C64. Además, hay un puerto DMA para la expansión de memoria. Este último se conecta al igual que en el Amiga 500 a través de una solapa en la parte inferior de la placa. La unidad de disquete incorporada se conecta en paralelo, las unidades Commodore en serie se pueden conectar a través del puerto IEC habitual. También se proporcionó un enchufe para un genlock. Solo el puerto para el datasette C64 ya no está disponible y falta el puerto de usuario, como el Aldi C64[cita requerida] (la línea de CA de 9 voltios). El puerto de expansión difiere significativamente de todas las variantes anteriores de C64 y se parece bastante al de C16. 

## Ventas
En diciembre de 2009, un C65 en funcionamiento en el sitio de subastas en línea eBay logró un precio de venta de 6.060€.
Una computadora con partes faltantes fue vendida en octubre de 2011 por alrededor de US$20.100. 
En abril de 2013, una subasta de eBay alcanzó un precio de 17.827€.
En febrero de 2015, una subasta de eBay cerró en 20.050€.
Una subasta de eBay en noviembre de 2016 alcanzó los 15.605€.
El 7 de septiembre de 2017, un C65 no funcional sin un chip VicIII, vendido a través de una subasta de eBay por US $ 18.350€.
El 8 de octubre de 2017, un usuario de lemon64.com notificó a los miembros su intención de vender un C65 completamente funcional con el precio inicial de US$27.000.
En noviembre de 2017, se vendió un prototipo C65 con placa de expansión RAM por 81.450€.
El 30 de diciembre de 2017, una placa base C65 que no funcionaba sin la mayoría de los chips se vendió en eBay por US$790.
El 18 de mayo de 2019, un C65 funcional se vendió en eBay a 20.550 €.

## Legado
El 22 de abril de 2015, el Museo de Juegos y Arte Electrónicos (MEGA) anunció una recreación de esta computadora con especificaciones y tecnologías similares. También compatible con el Commodore 64, el Mega 65 contará con un hardware compatible con el Commodore 65 recreado en FPGA y será compatible con tecnologías más nuevas como HDMI. MEGA inicialmente tenía como objetivo lanzar su recreación de la computadora Commodore 65 para el tercer trimestre de 2016, pero a partir de julio de 2018, el trabajo aún está en progreso. 

## Otras lecturas
- On the Edge: The Spectacular Rise and Fall of Commodore (2005), Variant Press. ISBN 0-9738649-0-7.